# ساكن الحسني

تعديل مصدري - تعديل

ساكن الحسني هي إحدى قرى عزلة جعار بمديرية خنفر التابعة لمحافظة أبين، بلغ تعداد سكانها 114 نسمة حسب تعداد اليمن لعام 2004.